# کیان لاولی
کیان لاولی (به انگلیسی: Kian Lawley) (زاده ۲ سپتامبر ۱۹۹۵) بازیگر و یوتیوبر آمریکایی است.
از فیلم‌هایی که وی در آن نقش داشته است می‌توان به پیش از آنکه بمیرم و مهمانی هیولاها اشاره کرد.